# La delgada línea roja (película de 1998)
La delgada línea roja (título original en inglés: The Thin Red Line) es una película estadounidense de género bélico dirigida por Terrence Malick; se estrenó en 1998 y fue presentada mundialmente en el 49.º Festival Internacional de Cine de Berlín, en febrero de 1999. 
La película narra la historia de las tropas militares estadounidenses en la batalla de Guadalcanal en la Segunda Guerra Mundial.
Su guion es una adaptación de la novela del mismo nombre de James Jones, previamente adaptada en el guion de la película de 1964. El reparto coral lo forman un considerable número de reconocidos actores, entre ellos Jim Caviezel, Sean Penn, Adrien Brody, Ben Chaplin, George Clooney, John Cusack, Woody Harrelson, Elias Koteas, Jared Leto, Dash Mihok, Tim Blake Nelson, Nick Nolte, John C. Reilly, Nick Stahl, John Travolta, Thomas Jane, Randall Duk Kim, Miranda Otto y John Savage.

## Argumento
El ejército estadounidense desembarca para relevar a los marines y asegurar la isla de Guadalcanal, enfrentándose a la feroz resistencia de soldados del Ejército Imperial Japonés presente en campamentos militares y búnkeres.
La idea del alto mando japonés es establecer una base aérea para bombardear Australia, el último reducto del Pacífico del Sur.
La historia sigue mayormente el derrotero del soldado Witt, interpretado por Jim Caviezel. La historia pivota sobre la suerte de Witt durante la invasión a la isla de Guadalcanal a la vez que también muestra las tensiones a las que se ven enfrentados otros protagonistas de dicha invasión, todos del lado aliado, en la búsqueda de sus propios objetivos personales (el coronel Gordon —Nick Nolte—  y el general Quintard —John Travolta—) o al enfrentarse a conflictos morales planteados durante las acciones de combate (el capitán Staros —Elias Koteas— y el capitán Gaff —John Cusack—). Todas estas historias son desarrolladas contrastando la belleza del paisaje circundante de la selva subtropical y la contradictoria paz y ajenidad de los habitantes de la isla y el paisaje frente al drama de la guerra que se presenta ante ellos.

## Reparto
| - Jim Caviezel (soldado Robert Witt) - Sean Penn (sargento primero Edward Welsh) - Adrien Brody (cabo Geoffrey Fife) - Ben Chaplin (soldado John Bell) - George Clooney (capitán Charles Bosche) - John Cusack (capitán John Gaff) - Matt Doran (soldado Coombs) - Woody Harrelson (sargento Keck) - Elias Koteas (capitán James Bugger Staros) - Jared Leto (subteniente Whyte) - Dash Mihok (soldado Don Doll) - Tim Blake Nelson (soldado Tills) - Nick Nolte (teniente coronel Gordon Tall) - John C. Reilly (sargento Storm) | - Larry Romano (soldado Mazzi) - John Savage (sargento McCron) - John Travolta (general de brigada Quintard) - Arie Verveen (soldado Charlie Dale) - Kirk Acevedo (soldado Tella) - Penny Allen (madre de Witt) - Mark Boone Junior (soldado Peale) - Paul Gleeson (teniente primero George Brass Band) - Don Patrick Harvey (sargento Becker) - Danny Hoch (soldado Carni) - Thomas Jane (soldado Ash) - Miranda Otto (Marty Bell) - John Dee Smith (soldado Train) - Nick Stahl (soldado Bead) |

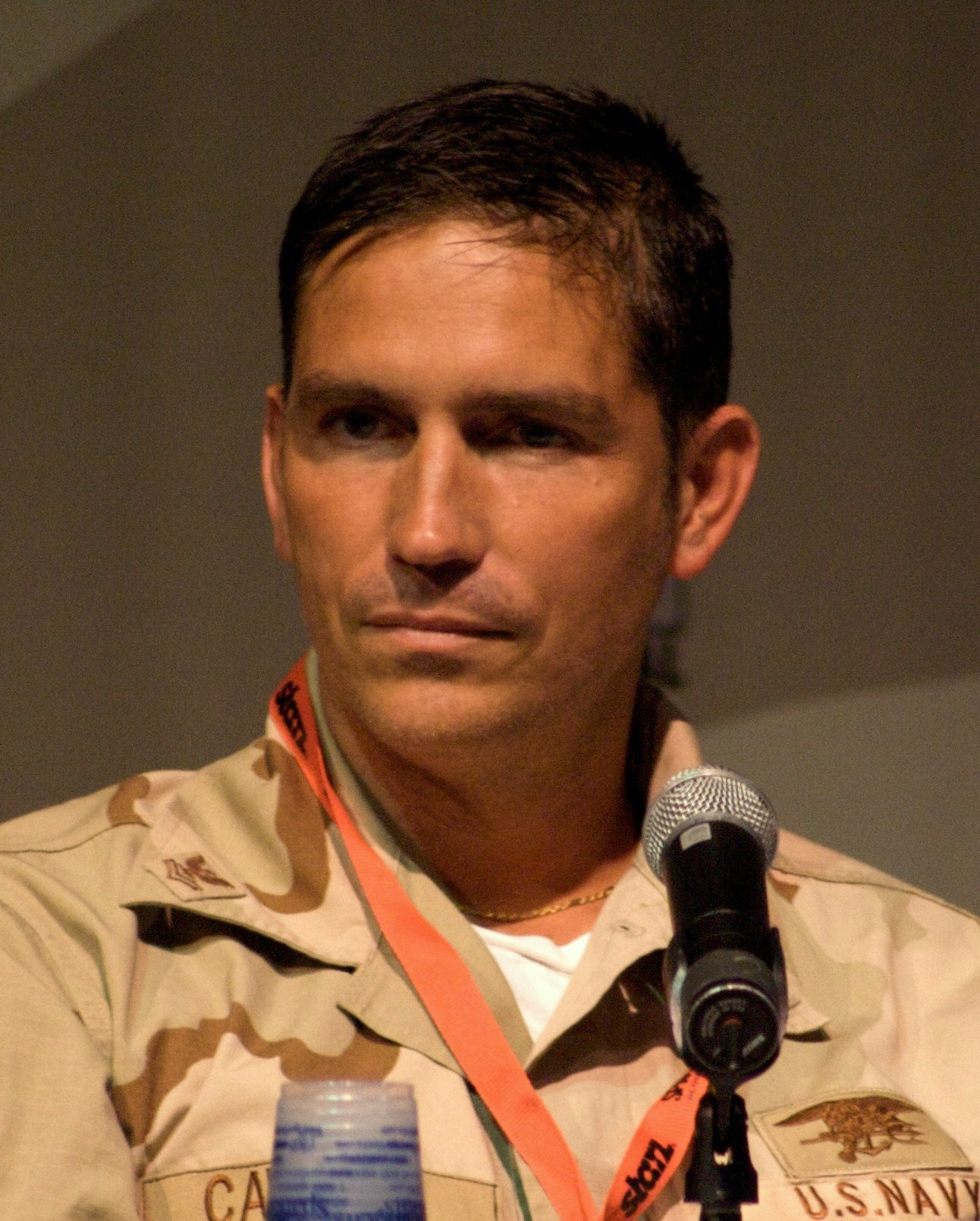
Jim Caviezel interpreta al soldado Robert Witt.
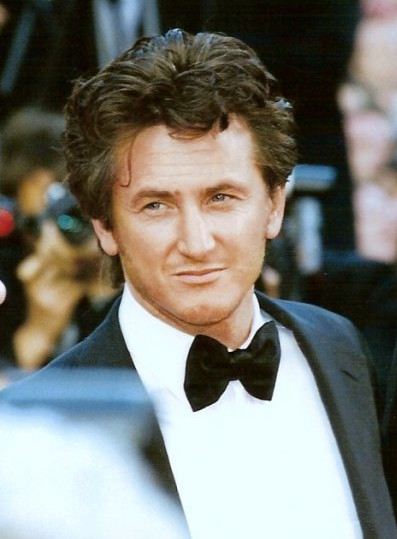
Sean Penn interpreta al sargento 1.º Edward Welsh.
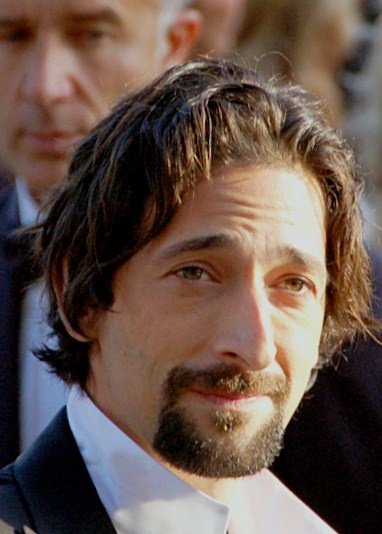
Adrien Brody interpreta al cabo Geoffrey Fife.
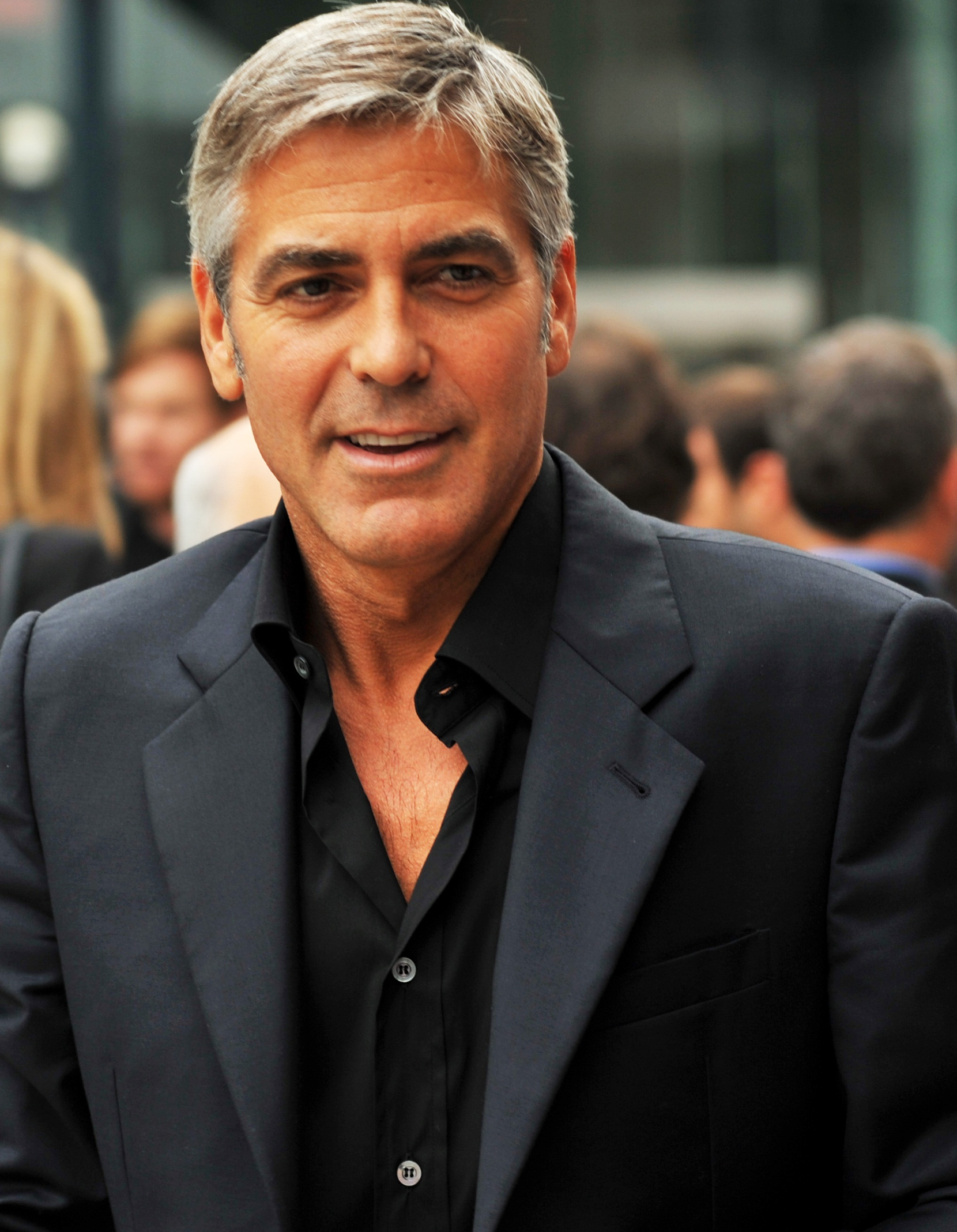
George Clooney interpreta al capitán Charles Bosche.
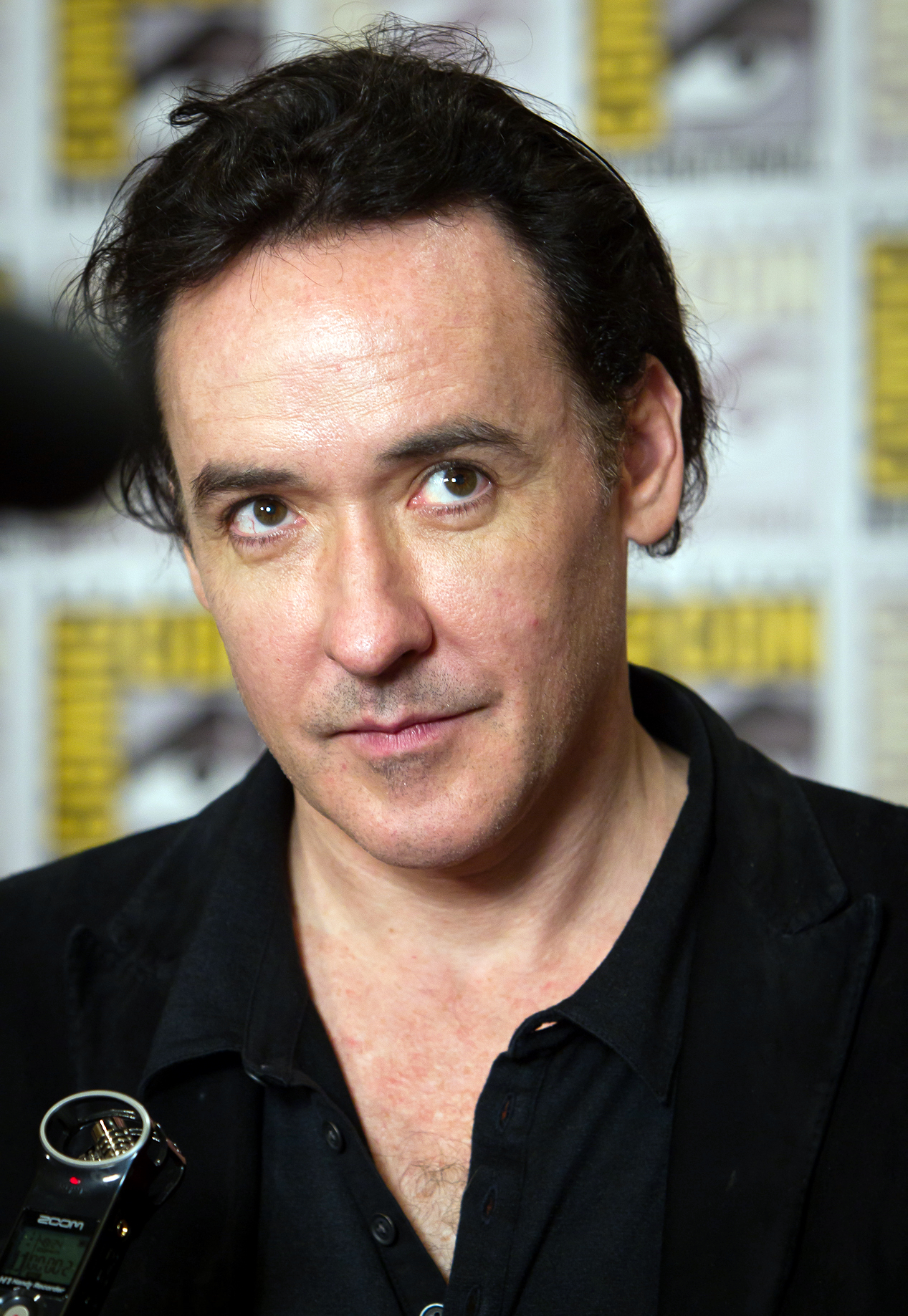
John Cusack interpreta al capitán John Gaff.
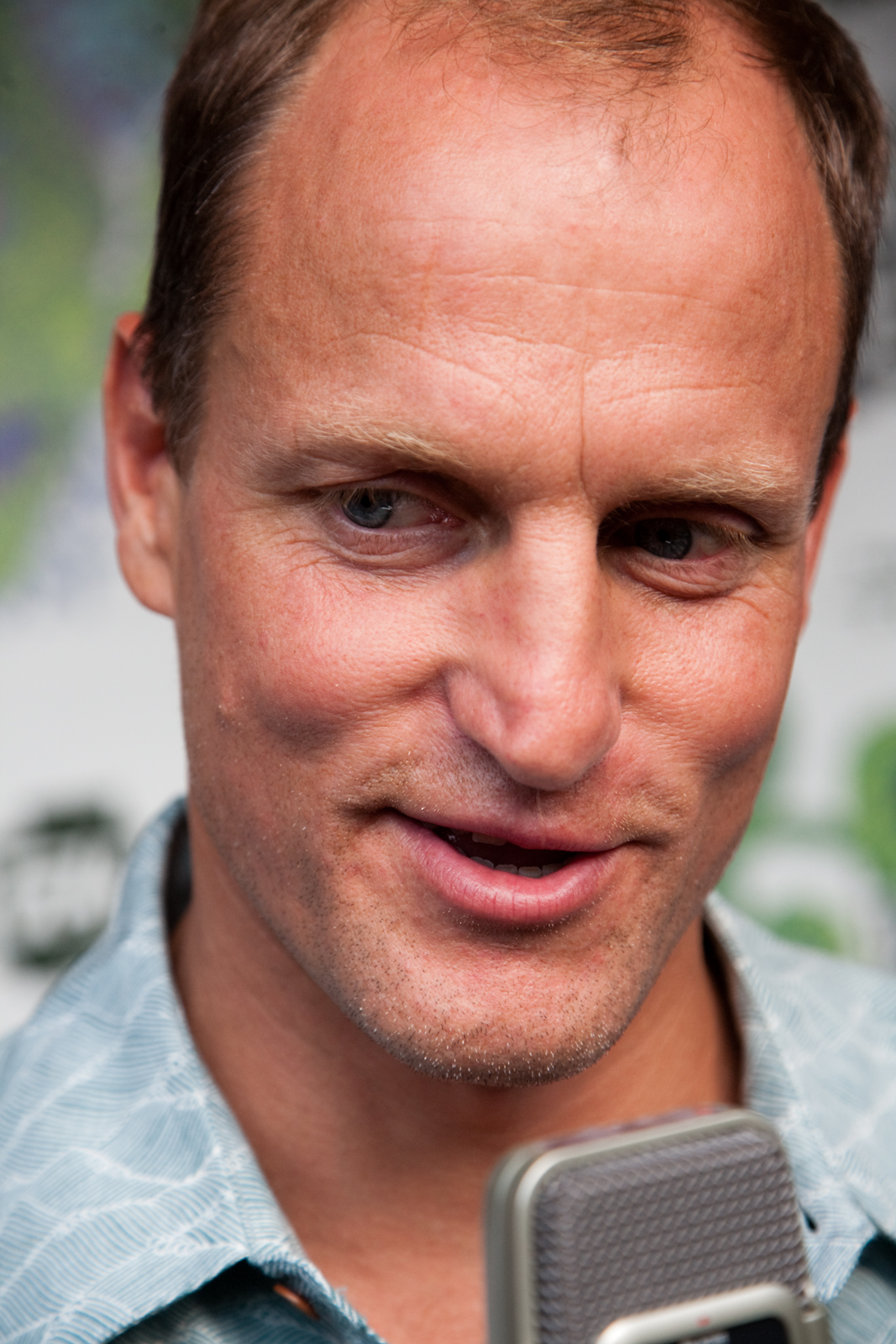
Woody Harrelson interpreta al sargento Keck.
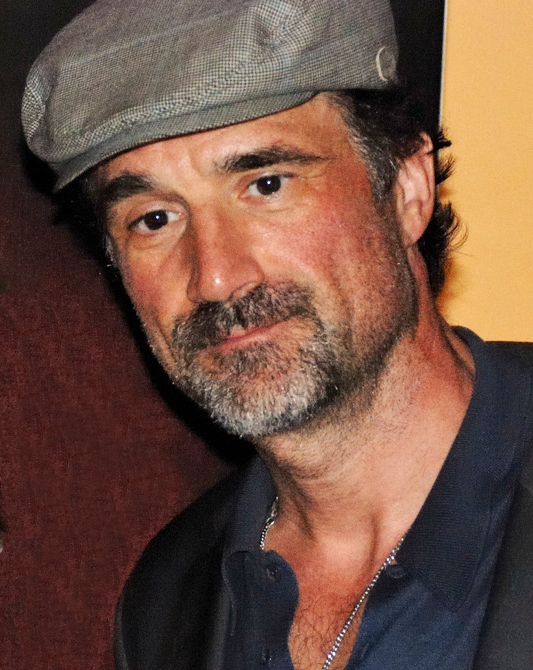
Elias Koteas interpreta al capitán James 'Bugger' Staros.
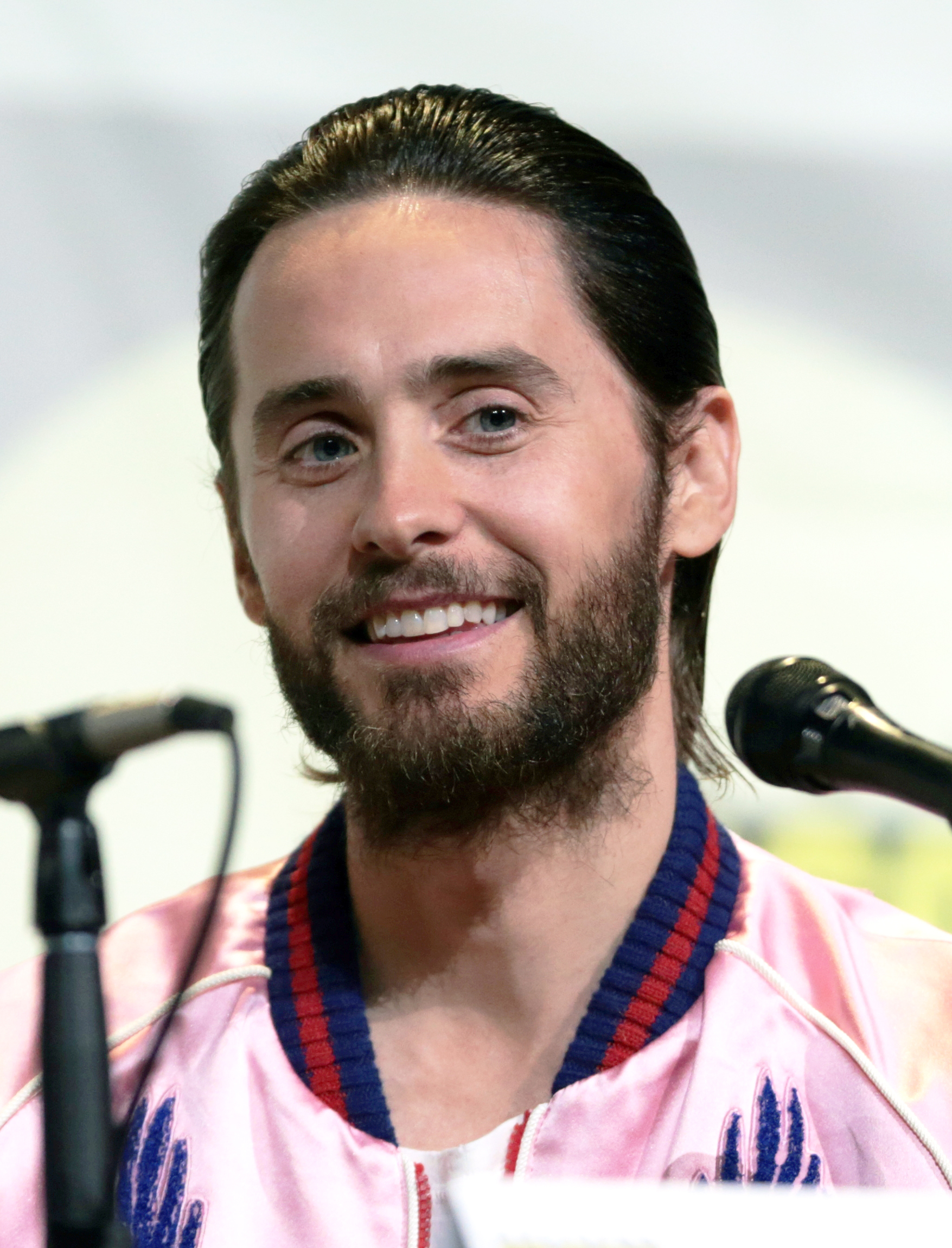
Jared Leto interpreta al teniente 2.º Whyte.
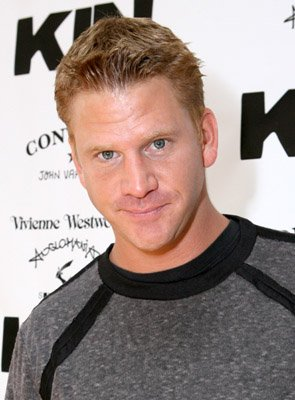
Dash Mihok interpreta al soldado Don Doll.
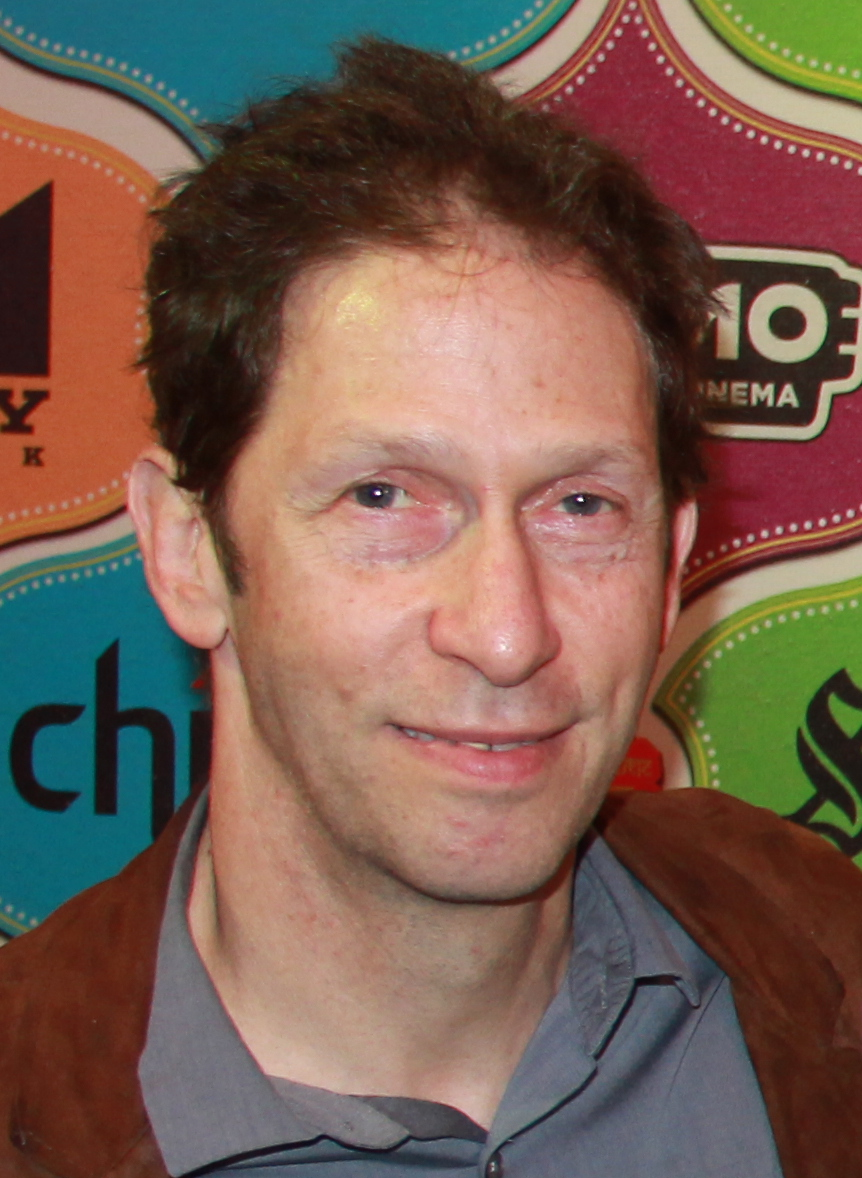
Tim Blake Nelson interpreta al soldado Tills.
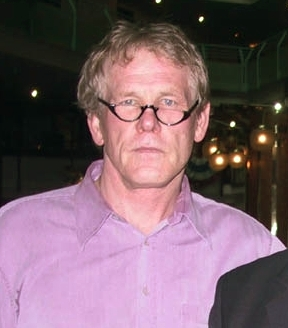
Nick Nolte interpreta al teniente coronel Gordon Tall.
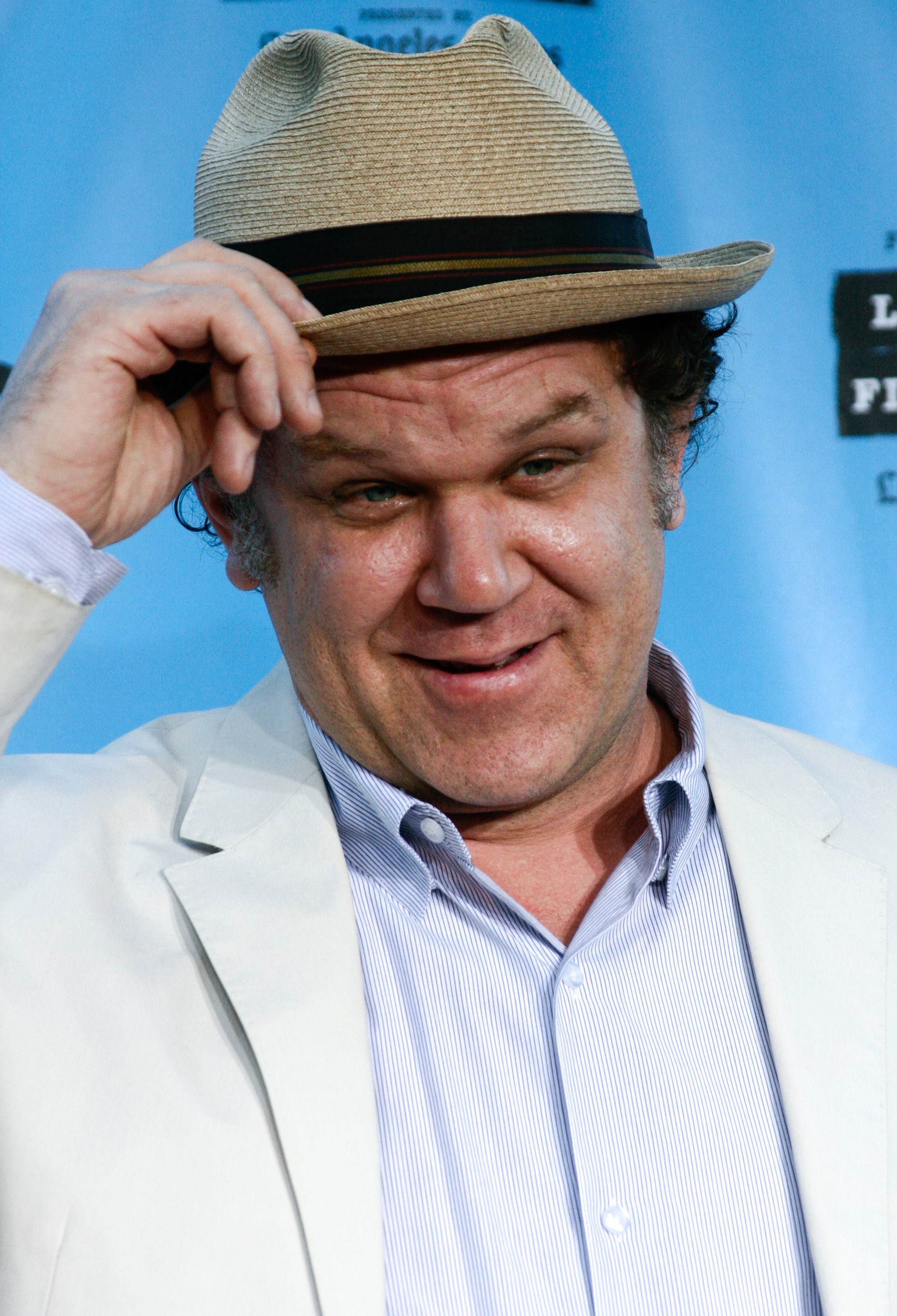
John C. Reilly interpreta al sargento Storm.
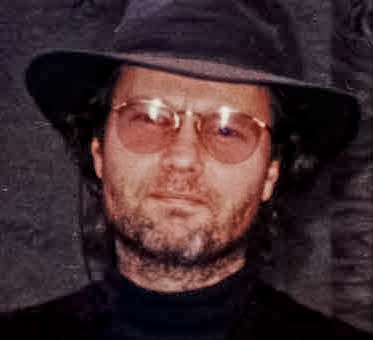
John Savage interpreta al sargento McCron.
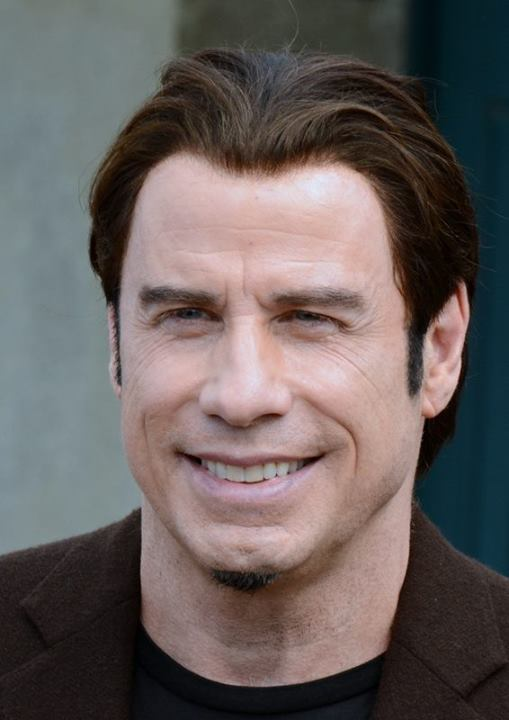
John Travolta interpreta al general de brigada Quintard.
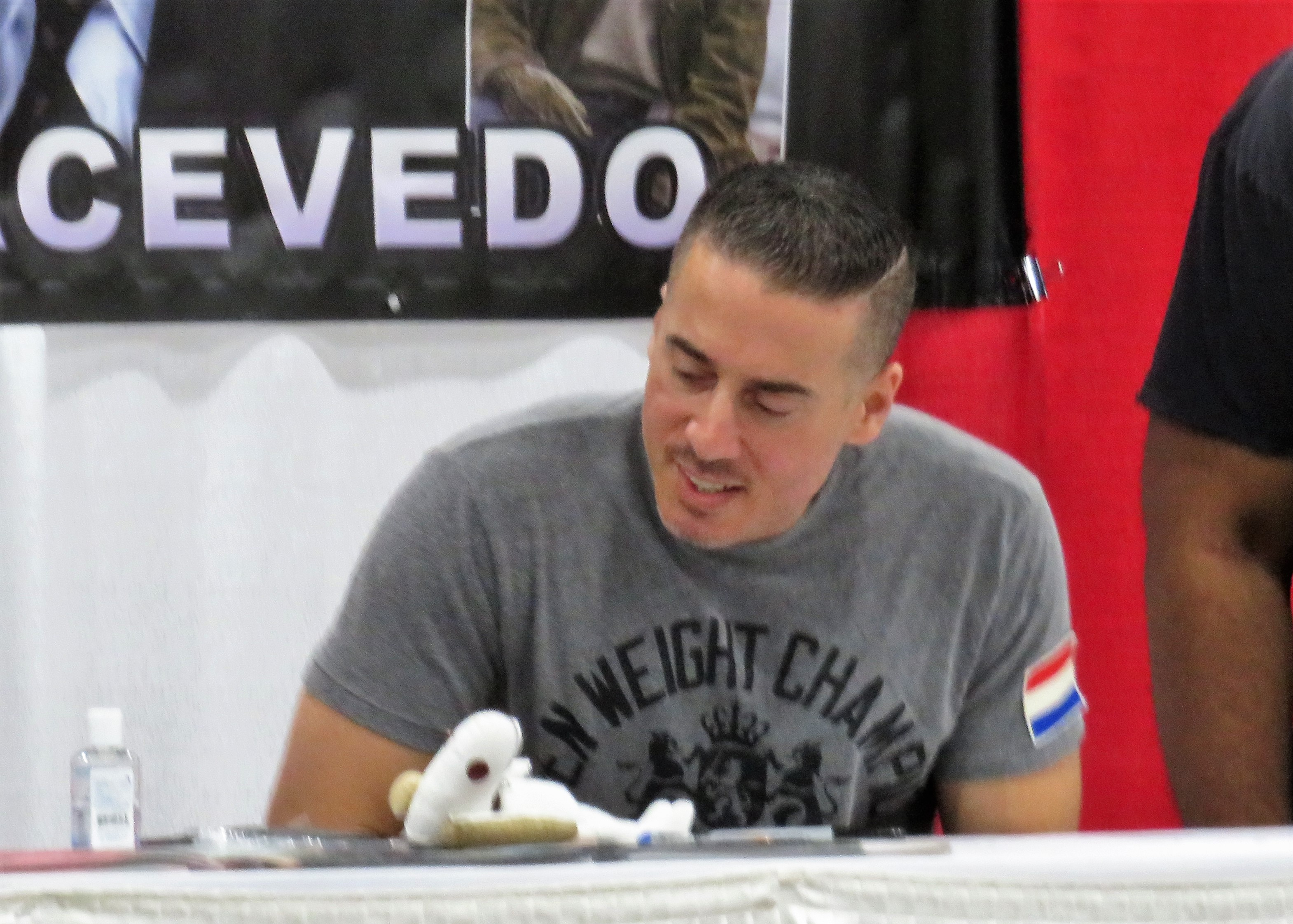
Kirk Acevedo interpreta al soldado Tella.
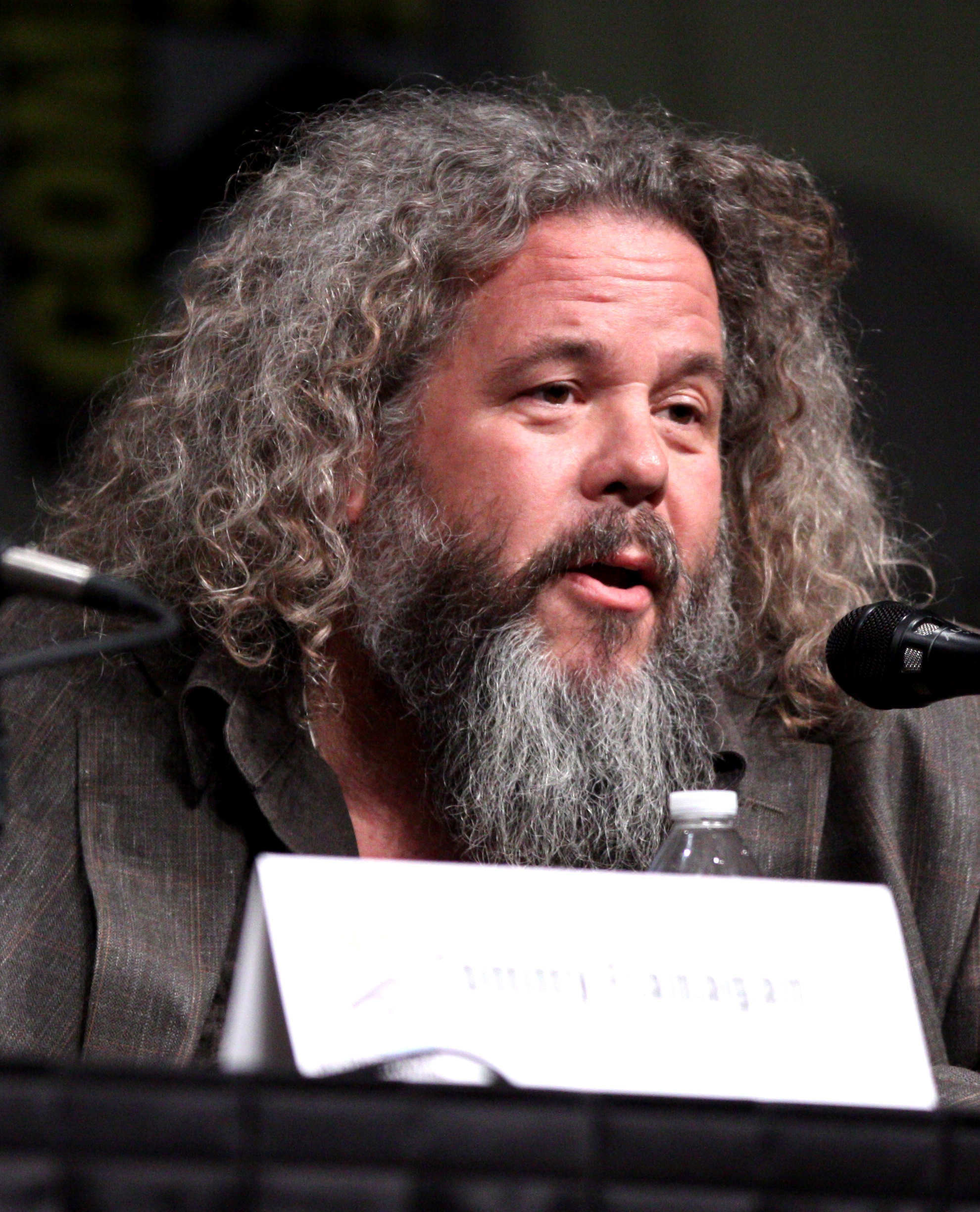
Mark Boone Junior interpreta al soldado Peale.
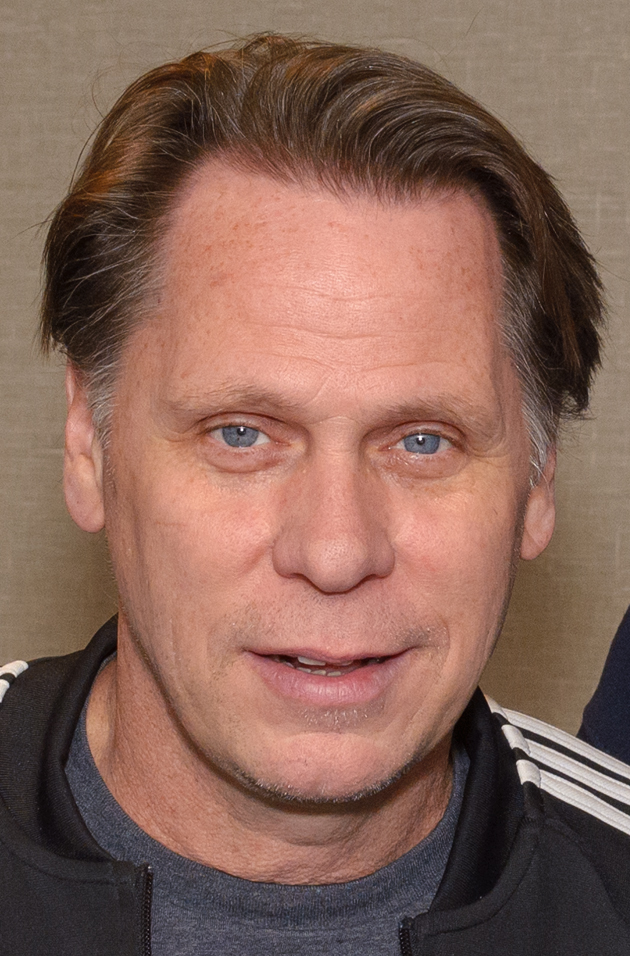
Don Patrick Harvey interpreta al sargento Becker.
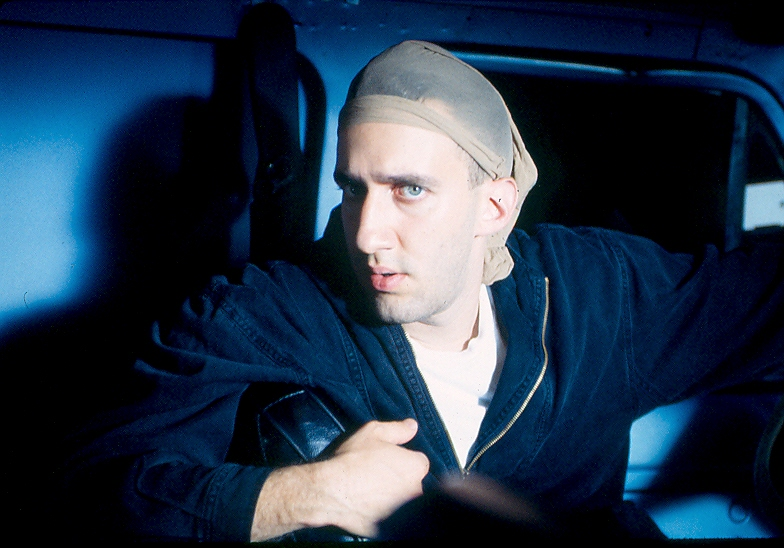
Danny Hoch interpreta al soldado Carni.
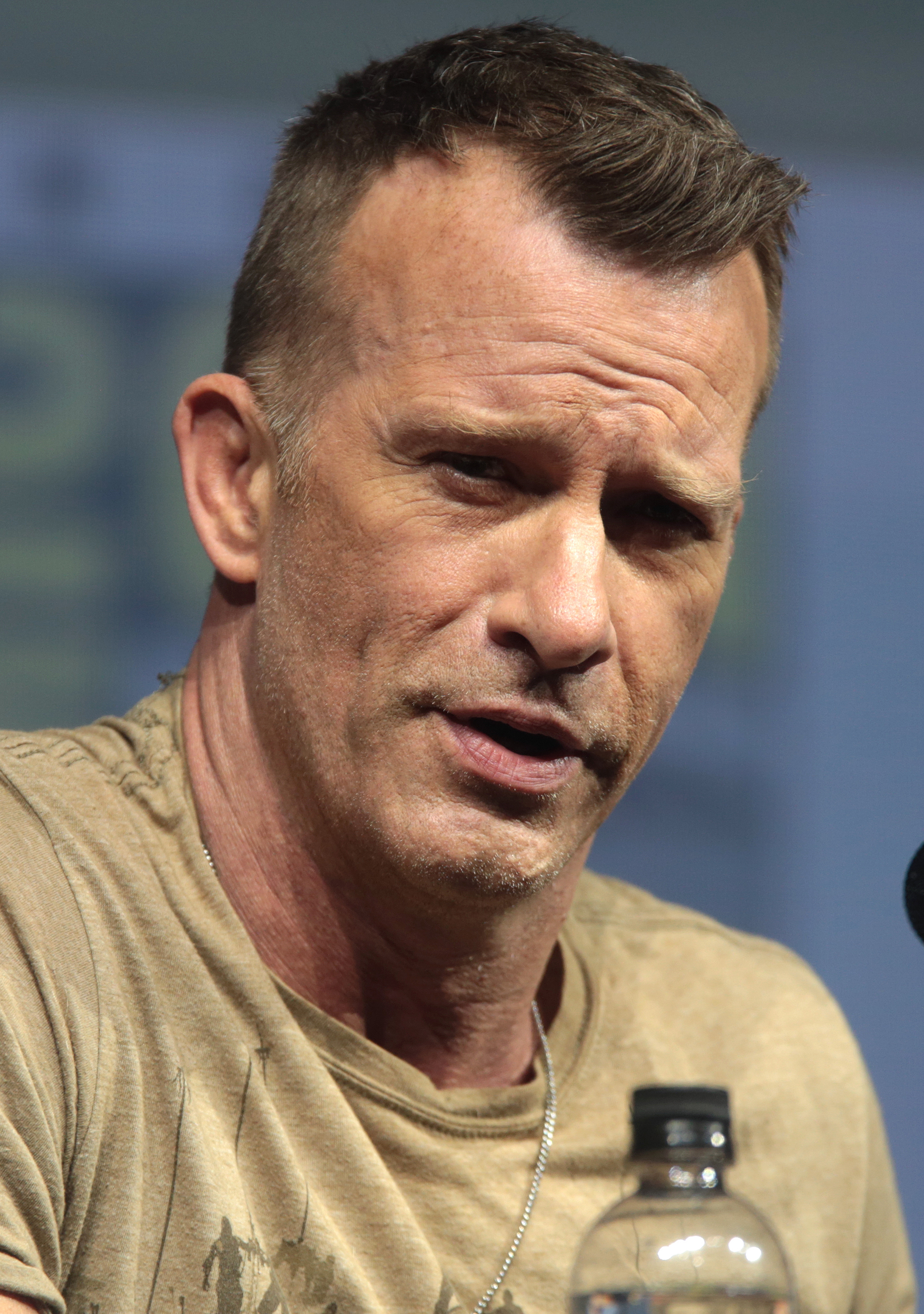
Thomas Jane interpreta al soldado Ash.
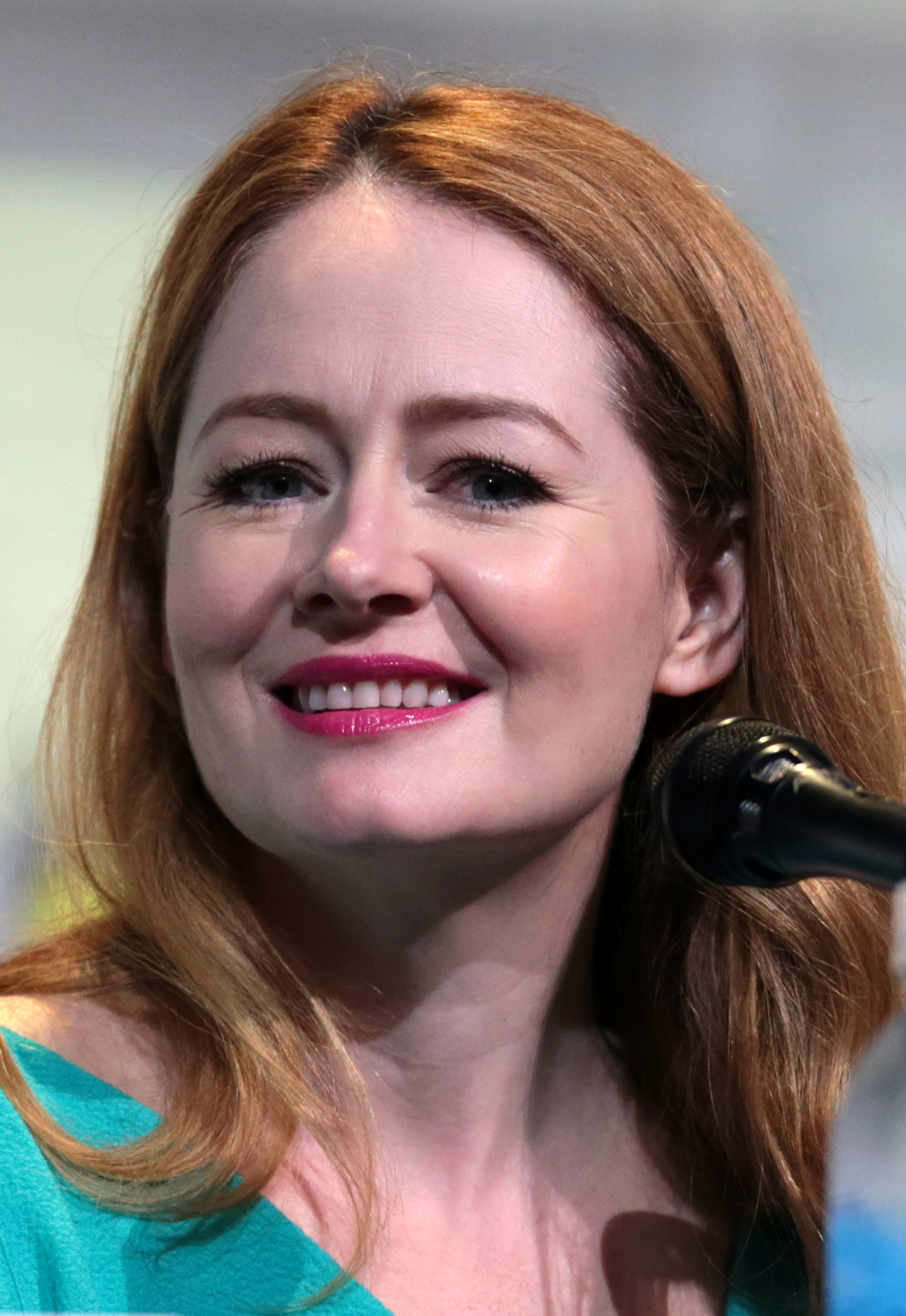
Miranda Otto interpreta a Marty Bell.

## Premios y nominaciones
Obtuvo 7 nominaciones a los Premios Óscar, incluyendo a «Mejor película», «Mejor director», «Mejor fotografía», «Mejor guion adaptado», «Mejor sonido», «Mejor edición» y «Mejor banda sonora de drama», aunque no ganó ninguno. Obtuvo el prestigioso Oso de Oro en el Festival de Cine de Berlín (Berlinale).